# Miss Independent (Ne-Yo)
Miss Independent is een Grammy genomineerde nummer van r&b-zanger Ne-Yo, uitgebracht als tweede single van zijn album Year of the Gentleman. Het is geproduceerd door het duo StarGate, waarmee hij op zes eerdere singles heeft samengewerkt. "Miss Independent" werd in zijn derde week in de Nederlandse Top 40 als Alarmschijf gekozen.

## Videoclip
De clip is in op 11 augustus 2008 Santa Monica, Californië geschoten. Deze door Chris Robinson geregisseerde videoclip bevat gastoptredens van Keri Hilson, Gabrielle Union, Lauren London en Trey Songz.

## Remix
Een officiële remix van het nummer getiteld "She Got Her Own (Miss Independent Part 2)" is eveneens op single uitgebracht in de Verenigde Staten. Het is een samenwerking met rapper Fabolous en zanger Jamie Foxx en is verkrijgbaar als bonustrack van de Japanse editie van het album en als extra nummer bij voorbestelling van het album in het Verenigd Koninkrijk. Dit lied staat ook op Foxx' album. Een bijbehorende videoclip is geschoten en werd 22 september uitgebracht. Er zijn gastoptredens van Estelle, Eve, Keyshia Cole, Jill Marie Jones en Teyana Taylor.

## Hitnotering
| "Miss Independent" in de Nederlandse Top 40 - binnen: 29 november 2008 | "Miss Independent" in de Nederlandse Top 40 - binnen: 29 november 2008 | "Miss Independent" in de Nederlandse Top 40 - binnen: 29 november 2008 | "Miss Independent" in de Nederlandse Top 40 - binnen: 29 november 2008 | "Miss Independent" in de Nederlandse Top 40 - binnen: 29 november 2008 | "Miss Independent" in de Nederlandse Top 40 - binnen: 29 november 2008 | "Miss Independent" in de Nederlandse Top 40 - binnen: 29 november 2008 | "Miss Independent" in de Nederlandse Top 40 - binnen: 29 november 2008 | "Miss Independent" in de Nederlandse Top 40 - binnen: 29 november 2008 | "Miss Independent" in de Nederlandse Top 40 - binnen: 29 november 2008 | "Miss Independent" in de Nederlandse Top 40 - binnen: 29 november 2008 | "Miss Independent" in de Nederlandse Top 40 - binnen: 29 november 2008 | "Miss Independent" in de Nederlandse Top 40 - binnen: 29 november 2008 | "Miss Independent" in de Nederlandse Top 40 - binnen: 29 november 2008 | "Miss Independent" in de Nederlandse Top 40 - binnen: 29 november 2008 |
| Week                                                                   | 1                                                                      | 2                                                                      | 3                                                                      | 4                                                                      | 5                                                                      | 6                                                                      | 7                                                                      | 8                                                                      | 9                                                                      | 10                                                                     | 11                                                                     | 12                                                                     | 13                                                                     |                                                                        |
| ---------------------------------------------------------------------- | ---------------------------------------------------------------------- | ---------------------------------------------------------------------- | ---------------------------------------------------------------------- | ---------------------------------------------------------------------- | ---------------------------------------------------------------------- | ---------------------------------------------------------------------- | ---------------------------------------------------------------------- | ---------------------------------------------------------------------- | ---------------------------------------------------------------------- | ---------------------------------------------------------------------- | ---------------------------------------------------------------------- | ---------------------------------------------------------------------- | ---------------------------------------------------------------------- | ---------------------------------------------------------------------- |
| Nummer                                                                 | 31                                                                     | 20                                                                     | 13                                                                     | 9                                                                      | 9                                                                      | 6                                                                      | 7                                                                      | 7                                                                      | 9                                                                      | 13                                                                     | 16                                                                     | 22                                                                     | 34                                                                     | uit                                                                    |